# Międzynarodowy Rok Fizyki 2005
Międzynarodowy Rok Fizyki 2005 (ang. International Year of Physics 2005 (IYP 2005)) – rok 2005 uchwalony rezolucją przez Zgromadzenie Ogólne ONZ, z końcowym statusem Światowego Roku Fizyki (ang. World Year of Physics (WYP)).

## Geneza
W 2000 na Światowym Kongresie Towarzystw Fizycznych w Berlinie ponad 40 towarzystw fizycznych z całego świata (w tym Polskie Towarzystwo Fizyczne) zaaprobowało propozycję, aby zadeklarować rok 2005 jako Światowy Rok Fizyki. Propozycję tę poparły także:
- Europejskie Towarzystwo Fizyczne,
- Międzynarodowa Unia Fizyki Czystej i Stosowanej (IUPAP),
- UNESCO,
- Zgromadzenie Ogólne ONZ, które na swoim posiedzeniu z dnia 10 czerwca 2004 roku podjęło rezolucję proklamującą rok 2005 jako Światowy Rok Fizyki[3].

W 2005 przypadała pięćdziesiąta rocznica śmierci Alberta Einsteina oraz setna rocznica napisania przez niego czterech artykułów, opublikowanych w Annale der Physik, które stworzyły podstawy do rozwoju współczesnej fizyki.
Pierwsza praca przedstawiła nowe spojrzenie na procesy emisji i pochłaniania światła oraz zjawisko fotoelektryczne, druga dotyczyła ruchów Browna, trzecia – elektrodynamiki ciał w ruchu, a czwarta zawierała pierwszą postać słynnego wzoru:

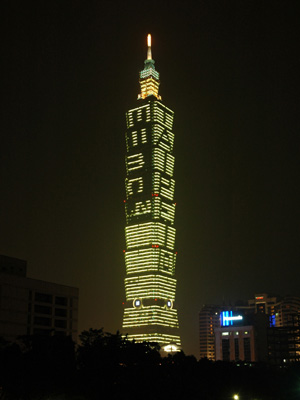
Wzór E = mc^{2} wyświetlony na wieżowcu Taipei 101 w Międzynarodowym Roku Fizyki 2005

{\displaystyle E=mc^{2}.}

## Cele
Celem ŚRF 2005 było upowszechnienie wiedzy o tym, że fizyka nie tylko odgrywa podstawową rolę w rozwoju nauki, ale również przez udział w rozwoju techniki wywiera niezwykle silny wpływ na warunki życia codziennego, rozwój społeczeństwa i jego świadomość.

## Logo
Logo ŚRF 2005 związane jest z teorią względności Einsteina. Przedstawia ono stożek świetlny.

## Obchody
W Polsce honorowy patronat nad ŚRF 2005 objął prezydent RP Aleksander Kwaśniewski. Patronat medialny objęła TVP1.
W Polsce i na świecie zorganizowano wiele imprez i festiwali mających na celu promocję fizyki i jej roli w świecie współczesnym.
Główny organizatorem obchodów ŚRF 2005 w Polsce było Polskie Towarzystwo Fizyczne.
Początek ŚRF 2005 został ogłoszony o północy 2004/2005 na Balu Fizyków na Wydziale Fizyki Politechniki Warszawskiej. Jednym z głównych wydarzeń ŚRF 2005 był m.in. Zjazd Fizyków w Warszawie w dniach 11–16 września 2005.
Ważną akcją ŚRF 2005 była akcja Fizyka oświeca świat.
Obchody ŚRF 2005 miały charakter międzynarodowy. Oprócz imprez organizowanych
wewnętrznie przez każde z 63 państw zorganizowano wiele wspólnych przedsięwzięć (np. spotkania
laureatów Nagrody Nobla, autorytetów z dziedziny fizyki, wybitnych naukowców).
Wojciech Kilar dla uczczenia Światowego Roku Fizyki 2005 skomponował symfonię o ruchu (Sinfonia de motu).